# MAD建筑事务所
MAD建筑事务所（英語：MAD Architects），或者叫MAD Studio，是一家位于北京的建筑事务所。

## 历史
2004年由马岩松，早野洋介和党群创建，在洛杉矶和纽约分别设有办公室。

## 作品
- 中国
  - 鄂尔多斯博物馆
  - 哈尔滨大剧院，位于哈尔滨松花江北岸江畔，在2010年赢得“哈尔滨文化岛”设计国际竞赛第一名。
  - 中国木雕博物馆
  - 胡同泡泡32号
  - 康莱德酒店
  - 湖州喜来登温泉度假酒店
  - 红螺会所
  - 朝阳公园广场
  - 南京证大喜玛拉雅中心
  - 假山
  - 平潭艺术博物馆
  - 北京2050
  - 皇都艺术中心
  - 城市森林
  - 中国国家美术馆
  - 中钢国际广场
  - 中国爱乐乐团音乐厅
  - 中国企业家论坛会议中心，位于黑龙江亚布力
  - 三亚凤凰岛
  - 黄山太平湖公寓
  - Roca北京艺术廊
  - 厦门欣贺设计中心
  - 乐成四合院幼儿园，位于北京朝阳区。围绕一座1725年已有历史记载的四合院。
  - 嘉兴站
  - 丽水机场

- 美国
  - 卢卡斯叙事艺术博物馆(芝加哥)
  - 卢卡斯叙事艺术博物馆(洛杉矶)
  - 花院
  - 浮游之岛
  - 世贸重建
  - 云端回廊

- 加拿大
  - 梦露大厦

- 日本
  - 四叶草之家

- 丹麦
  - 哥本哈根中央车站KBH艺廊

- 意大利
  - 罗马71 Via Boncompagni公寓
  - 历史性的未来：米兰，再生

- 法国
  - UNIC
  - 都市蜃楼